# Tier (rivière)
Pour les articles homonymes, voir Thiers (homonymie).
Le Tier, aussi orthographié Tiers, Thiers ou Thiez, est une rivière située en France dans le département de la Savoie en région Auvergne-Rhône-Alpes.
Déversoir naturel du lac d'Aiguebelette, la rivière est un affluent de la rive droite du Guiers après traversée de l'Avant-Pays savoyard.

## Géographie
De 13,1 km de longueur, le Tier traverse les deux départements de la Savoie et de l'Isère.

## Affluents
- Grand Rie
- Le Grenand

## Protection
Le cours du Thier est classé zone naturelle d'intérêt écologique, faunistique et floristique de type I sous le numéro no 38100003.

## Hydroélectricité
Une partie des eaux en provenance du lac d'Aiguebelette est captée par une prise d'eau à Saint-Alban-de-Montbel pour alimenter la centrale hydroélectrique de la Bridoire. Ces eaux retrouvent le cours de la rivière après un bassin de démodulation à Verel-de-Montbel.